# Willi Henning-Hennings

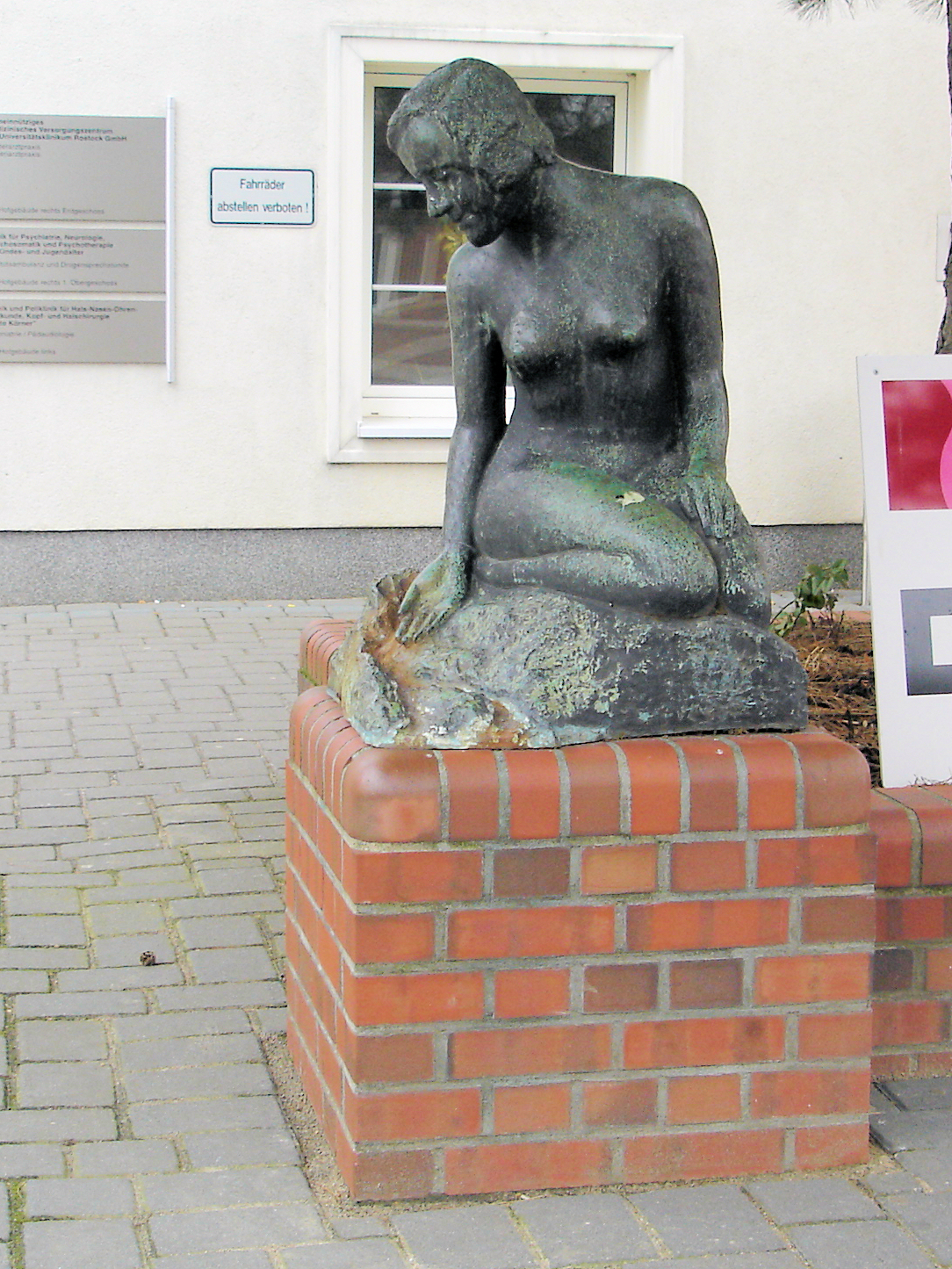
Die „Sitzende“ in Rostock

Willi Henning-Hennings (* 8. September 1888 in Ostfriesland; † 25. Dezember 1974 in Bad Doberan) war ein deutscher Maler, Bildhauer und Pädagoge.

## Leben
Willi Henning-Hennings war der Sohn eines Zimmermeisters und Architekten. Er studierte ab Mai 1916 Bildhauerei an der Akademie der Bildenden Künste München in der Klasse von Balthasar Schmitt, an der Kunstakademie Karlsruhe, an der Kunstgewerbeschule in Bremen sowie in Rom und Paris. Zu seinen Lehrern zählten u. a. Franz von Stuck und Karl Albiker.
Er lebte und arbeitete in Dresden, Neubrandenburg und Worpswede. Der Schriftsteller Hermann Löns war ein enger Freund. Ab 1926 lebte Henning-Hennings in Bad Doberan, wo er von 1927 bis 1945 als Kunsterzieher am  Gymnasium Friderico-Francisceum tätig war. Er war an großen bildhauerischen Arbeiten wie dem Meißner Dom oder dem Völkerschlachtdenkmal in Leipzig beteiligt.
Zu seinen Arbeiten gehören auch Plastiken im öffentlichen Raum, wie die bronzene Frauenfigur vor der ehemaligen Universitäts-Frauenklinik in der Rostocker Doberaner Straße. Diese ehemalige Brunnenfigur stammt aus dem Jahr 1936 und zeigt die „Frau als Quell des Lebens“.
Willi Henning-Hennings porträtierte viele berühmte Persönlichkeiten. In der Ausstellung Zeitgenössische Mecklenburgische Maler im Mecklenburgischen Landesmuseum Schwerin 1939 wurden die Arbeiten Rückenakt, Worpsweder Brücke und Fischerhäuser in den Dünen gezeigt.
Er bildete in Doberan einen Widerstandskreis, mit dem er vielen Kriegsgefangenen und Zwangsarbeitern half.
Nach dem Ende des Zweiten Weltkriegs beschäftigte er sich hauptsächlich mit sakraler Kunst und der Restaurierung von Altären.